# Allocrioceras
Allocrioceras – rodzaj głowonogów z podgromady amonitów.
Żył w okresie kredy (cenoman - koniak). Jego szczątki znaleziono w USA (w stanie Teksas).
Gatunki:
- A. annulatum
- A. hazzardi
- A. pariense